# One more like (film)
A One more like  egy megtörtént cselekményeken alapuló fikciós dráma. A film a mai fiatalokat és fiatal felnőtteket érintő social média világot, valamint a like-vadászattal együtt járó identitásvesztés veszélyeit helyezi a középpontba. Pálfai Károly első független filmje egy ökölvívó célvesztett életéről és az egykor gyermekotthonos lány bonyolult kapcsolatáról szól.

## Tartalom
Pálfai Károly első független filmje egy ökölvívó célvesztett életéről és az egykor gyermekotthonos lány bonyolult kapcsolatáról szól. Patrik kudarcként éli meg a sportot és a nőkkel való kapcsolatát, míg egy nap DZSENI futótűzként robban az életébe. Hiába mások intelme, ő vakon szalad egy újabb K.O.-ba.  Kiderül, hogy a lány szex-influencer, így kapcsolatuk hamar összeomlik. A siker lehetősége és a pénztelenség azonban morális kérdéseket vet fel és Patrikot sorsdöntő válaszra készteti...

## Szereplők
| Karakter    | Színész           |
| ----------- | ----------------- |
| Patrik      | Kovács S. József  |
| Dzseni      | Reiter Zita       |
| T-rex       | Bordás Roland     |
| Rab         | Dietz Gusztáv     |
| Kevin       | Kovács Richárd    |
| Roli        | Karácsony Gergely |
| Breki bá    | Badár Sándor      |
| Noel        | Mészáros András   |
| Márk        | Kanalas Dániel    |
| Leo         | Leo Lorenzo       |
| Liz         | Tőkés Imola       |
| Sugar Daddy | Gerner Csaba      |
| Patrik apja | Orosz Ákos        |

## Történet
|  | Alább a cselekmény részletei következnek! |

Patrik egy huszonéves ökölvívó srác, aki az apja nyomására kezd bokszolni. Apja elhagyása motiválatlanná és ingerülté teszi. Tartós párkapcsolat és szerelem hiányában prostituáltakkal múlatja idejét, mivel önbizalma kevés ahhoz, hogy megnyíljon egy valódi szerelemnek. Élete megfeneklik, amikor egy hirtelen sérülés következtében le kell mondania élete sikeréről, a világbajnoki öv megszerzéséről. Élete mélypontján robban be az életébe az egykor gyermekotthonból megszökött Dzseni, aki első látásra szerelemként forgatja fel a fiú életét. A románcnak egy váratlan lehetőség és a kipattanó COVID-járvány vet időszakosan véget, a fiatal szerelmesek elszakadnak egymástól. Patrik dühét és csalódottságát újra a bokszban éli ki. T-rex igazi sztár életet ér, amire Patrik mindig is vágyott. A fiú számára folyamatos tükör T-rex felfelé ívelő népszerűsége, így egyre inkább frusztráltabb a saját mellőzöttsége miatt. Fejébe veszi, hogy ő is elnyer egy világbajnoki övet. Ekkor bukkan fel újra Dzseni, aki átrendezi Patrik sínre kerülő életét. A lány eddig sosem látott arcát mutatja a fiúnak, aki ettől frusztrált és ideges lesz. Patrik összeomlik, amikor szembesül vele, hogy egyetlen szerelme népszerű és sikeres szex-influencer egy platformon. Az új helyzet morális dilemmákat és konfliktusokat okoz. A lány meggondolatlan lépésre határozza el magát, ami belesodorja Patrikot is egy kényszerhelyzetbe. Hirtelen felindulásból olyan dolgot tesz, ami az egész jövőbeli életére kihatással lesz.

## Értékrend és a film
Alkotói közösségünk elkötelezettje annak az értékteremtő útnak, ahol pozitív és példaértékű emberi helyzeteket mutatunk be, illetve azok ellenpéldáira reflektálunk. Ezáltal filmjeink képesek elgondolkodtatni, harmóniát és egyensúlyt teremteni a világban. Hisszük, hogy a világban elburjánzó morális értékvesztést csak tudatos példákon keresztül, a „szórakoztató elgondolkodtatás” eszközével, erős társadalmi reflexiókkal bíró filmekkel lehet ellensúlyozni. A One more like egy megtörtént cselekményeken alapuló fikciós dráma. A film a mai fiatalokat és fiatal felnőtteket érintő social média világot, valamint a like-vadászattal együtt járó identitásvesztés veszélyeit helyezi a középpontba. Mindezt egy szerelmi történetbe ágyazva az ökölvívás, a tánc, valamint az online térben megvalósuló szexuális tartalomszolgáltatás történetszálain keresztül. A film egy szélsőséges emberi sorson keresztül taglalja, hogy milyen emberpróbáló kihívással kell szembenéznie annak, aki átadva magát az anyagias szemléletnek belekeveredik ebbe az ismeretlen világba, illetve felrúgja a megszokott társadalmi normáit.
„Social szex veszélyek egy like-vadász generációban”
A One more like nagyjátékfilm egy fontos társadalmi jelenséghez kapcsolva viszi végig a cselekményét. A külső elvárásoknak megfelelő fiatalok lelki vívódásai, a társadalmi kirekesztettség jelensége, a pénzközpontú felfogások és népszerűséghajhász like-vadász szemléletek mind jelentős hatással vannak mindennapjainkra. A különböző online platformok és videómegosztó oldalak Like-vadász szemléletmódja felerősítette a vágyat a fiatalokban, hogy egyre többet mutassanak meg magukból. A fiatalok ezzel a merészebb és intimebb tartalmakkal egyrészről pénzt, másrészről figyelmet, rajongást, szeretetet vagy elismerést akarnak szerezni. Ezzel elérik, hogy a célzottan erotikus és pornográf platformok egyre növekvő számban vonzzák be az erre témára érzékeny, adott esetben pénzhiánnyal küzdő vagy érzelmeikben manipulálható fiatalokat, amelyek számos veszélyforráshoz vezethetnek. A film ezeket a bizonytalan motivációkat és azok konklúzióit feszegeti, valamint példát állít olyan szemléleteknek, amelyek helyes irányokat tudnak mutatni a bizonytalanságban.

## A forgatás
A One more like film a RITKA.HU Kft. megrendeléséből és teljes finanszírozásából készült a MY VISUAL Kft. gyártásában. A One more like filmet egy 12 fős szűk stáb készítette és menedzselte le egy összesen 144 fős közreműködői létszám mellett 25 forgatási nappal 12 helyszínen. A film 2023-ban egy Brancs közösség kampányban is részt vett, ahol rekordidő alatt, 10 nap alatt összegyűjtötte a kitűzött kampánycélt, egy 2 millió forintos támogatást.